# Pachymetopon blochii
Pachymetopon blochii és un peix teleosti de la família dels espàrids i de l'ordre dels perciformes.

## Morfologia
Pot arribar als 46 cm de llargària total i als 1.700 g de pes.

## Distribució geogràfica
Es troba a les costes del sud-est de l'Atlàntic: des d'Angola fins a la costa oest de Sud-àfrica.